# Alta Lufthavn
Alta Lufthavn, (IATA: ALF, ICAO: ENAT) er en lufthavn der ligger 4 km nord/øst for centrum af Alta, Finnmark, Norge. I 2009 ekspederede den 334.134 passagerer og 9.625 flybevægelser. Den drives af det statsejede selskab Avinor.

## Historie
Lufthavnen blev åbnet 3. maj 1963, på samme tid som Banak Lufthavn i Lakselv og Høybuktmoen Lufthavn i Kirkenes. I flere år var Scandinavian Airlines det eneste flyselskab til at betjene Alta med deres ruter til Tromsø og Oslo.
I 1974 åbnede de såkaldte STOL ruter og Alta fik få ruter til andre byer i Nordnorge, betjent af Widerøes Twin Otter fly. Widerøe og SAS omlagde hele trafikken omkring Alta i 1990, og gjorde lufthavnen til Hub for alt kortbane trafikken i området. Et 50 sæders Fokker 50 fly fra SAS Commuter skulle transportere passagerer ind til Alta, der så kunne flyve videre med jetfly til Oslo. Widerøe overtog alle kortbaneruterne i 2003.
Den gamle terminal havde kun sikkerhedsgodkendelse på dispensation til 2008 på grund af den var placeret for tæt på start- og landingsbanen. En ny og meget større terminal blev indviet 25. september 2009. 

## Flyselskaber og destinationer
| Flyselskaber | Destinationer                                                                           |
| ------------ | --------------------------------------------------------------------------------------- |
| Norwegian    | Oslo                                                                                    |
| SAS          | Oslo, Tromsø                                                                            |
| Widerøe      | Båtsfjord, Hammerfest, Honningsvåg, Kirkenes, Lakselv, Mehamn, Sørkjosen, Tromsø, Vadsø |

* opdateret 26. oktober 2010